# ولایت اوواری
ولایت اُواری (به ژاپنی: 尾張国 Owari no kuni)

نقشه ژاپن در سال ۱۸۶۸ میلادی، ولایت اُواری با رنگ تیره مشخص شده‌است.

یکی از نواحی در تقسیم‌بندی کشوری سابق ژاپن بوده که در سال ۶۴۳ میلادی ایجاد شده‌است. این ولایت شهر بزرگ ناگویا را شامل می‌شده‌است و امروزه استان آیچی نام دارد.

## تاریخچه

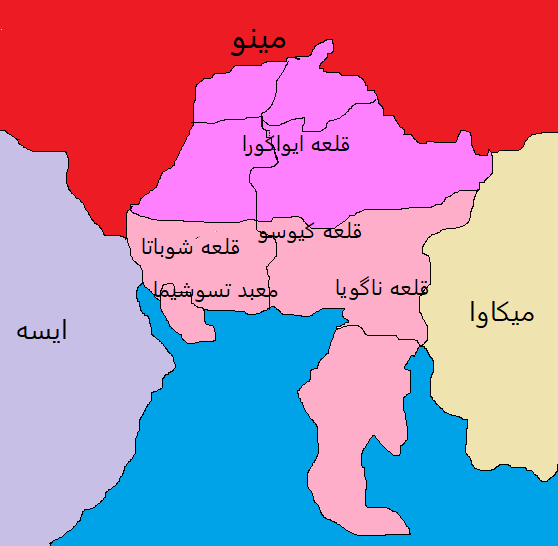
ولایت اُواری در سال ۱۵۵۵ و قبل از متحد شدن

در سال ۱۴۵۹ فرماندار ولایت اُواری بنام شیبا یوشی‌توشی با معاون خود کای جوشچی در طی نبرد چوروکو درگیر شد. این نبرد موجب خشم آشیکاگا یوشی‌ماسا (۱۴۳۵–۱۴۹۰) هشتمین شوگون در شوگون‌سالاری آشیکاگا شد و او را از منصب خود برکنار کرد و به‌جای او پسر شیبا یوشی‌توشی بنام شیبا یوشی‌هیرو به مدت دو سال تا سال ۱۴۶۱ جانشین پدرش شد. در این سال شوگون او را نیز برکنار کرد و شیبا یوشی‌کادو را به عنوان فرماندار اُواری، اچیزن و توتومی منصوب کرد. وی در اصل به خاندان شیبا که به‌طور ارثی فرماندار ولایت اُواری بودند، تعلق نداشته بلکه منتسب به یک شاخه از خاندان آشیکاگا بنام خاندان شیبوکاوا بود. در درگیری که پس از آن در سال ۱۴۶۸ و در طی شورش اونین رخ داد شیبا یوشی‌کادو به سپاه غربی ملحق شد و دهمین رهبر خاندان شیبا، و فرماندار اُواری شیبا یوشی‌توشی، به سپاه شرقی پیوست.
در سال ۱۴۷۵ شیبا یوشی‌کادو از کیوتو به ولایت اُواری آمد و در آن زمان در محل اقامت فرماندار در قلعه اوریزو ساکن شد از همین زمان به عنوان شوگودای یا معاون فرماندار مشغول به کار شد. در سال ۱۴۷۶ قلعه اوریزو به علت درگیری‌های بین خاندان اودا سوخت و از بین رفت.
در سال ۱۴۷۸ به فرمان شوگون‌سالاری آشیکاگا اودا توشی‌هیرو از مقام معاونی فرماندار اخراج شد و اودا توشی‌سادا که تا به حال زیردست شوگودای بود، به‌جای او به این مقام منصوب شد. توشی‌هیرو به همراه ارباب خود یوشی‌کادو این فرمان را نپذیرفتند. در این زمان قلعه کیوسو که مقر فرمانداری جدید شده بود و نزدیک به پایین ولایت اُواری قرار داشت، مورد حمله قرار گرفت و اودا توشی‌سادا توانست قلعه را تصرف کند اما دو ماه بعد توشی‌هیرو دوباره توانست قلعه را بازپس بگیرد. سرانجام مداخله شوگون‌سالاری آشیکاگا توسط دو طرف درگیری نادیده گرفته شد و آنها ولایت اُواری را به دو قسمت بالایی و پایینی که هر کدام دارای چهار بخش بود، تقسیم کرده و توشی‌سادا به عنوان معاون فرماندار چهار بخش پایینی درآمد.
در سال ۱۴۷۹ توشی‌هیرو قلعه ایواکورا را در نزدیک ولایت مینو بنا کرد و محل اقامت خود قرار داد و قلعه کیوسو به عنوان محل اقامت شوگودای جدید چهار بخش پایینی ولایت اُواری، یعنی توشی‌سادا درآمد.

### تسلط اودا نوبوناگا بر چهار بخش پایینی اُواری
پدر و پدربزرگ اودا نوبوناگا که رهبری یکی از شعبه‌های خاندان اودا را برعهده داشتند، خاندان مالک و ثروتمندی بودند که به معاون فرماندار چهار بخش زیرین ولایت اُواری خدمت می‌کردند.
در سال ۱۵۵۵ اودا نوبوناگا با اودا نوبوتومو ارباب و صاحب قلعه کیوسو درگیر شد. نوبوتومو بعد از مرگ پدر نوبوناگا به دو قلعه متعلق به نوبوناگا حمله کرده و این دو قلعه را تصاحب کرده بود. پاسخ نوبوناگا به این حمله به نبرد کایاتزو انجامید و سرانجام نوبوناگا توانست وی را شکست داده و خود ارباب قلعه کیوسو شود. به این ترتیب نوبوناگا فرمانروایی چهار بخش پایین اُواری را به دست آورد.

### یکپارچه کردن اُواری

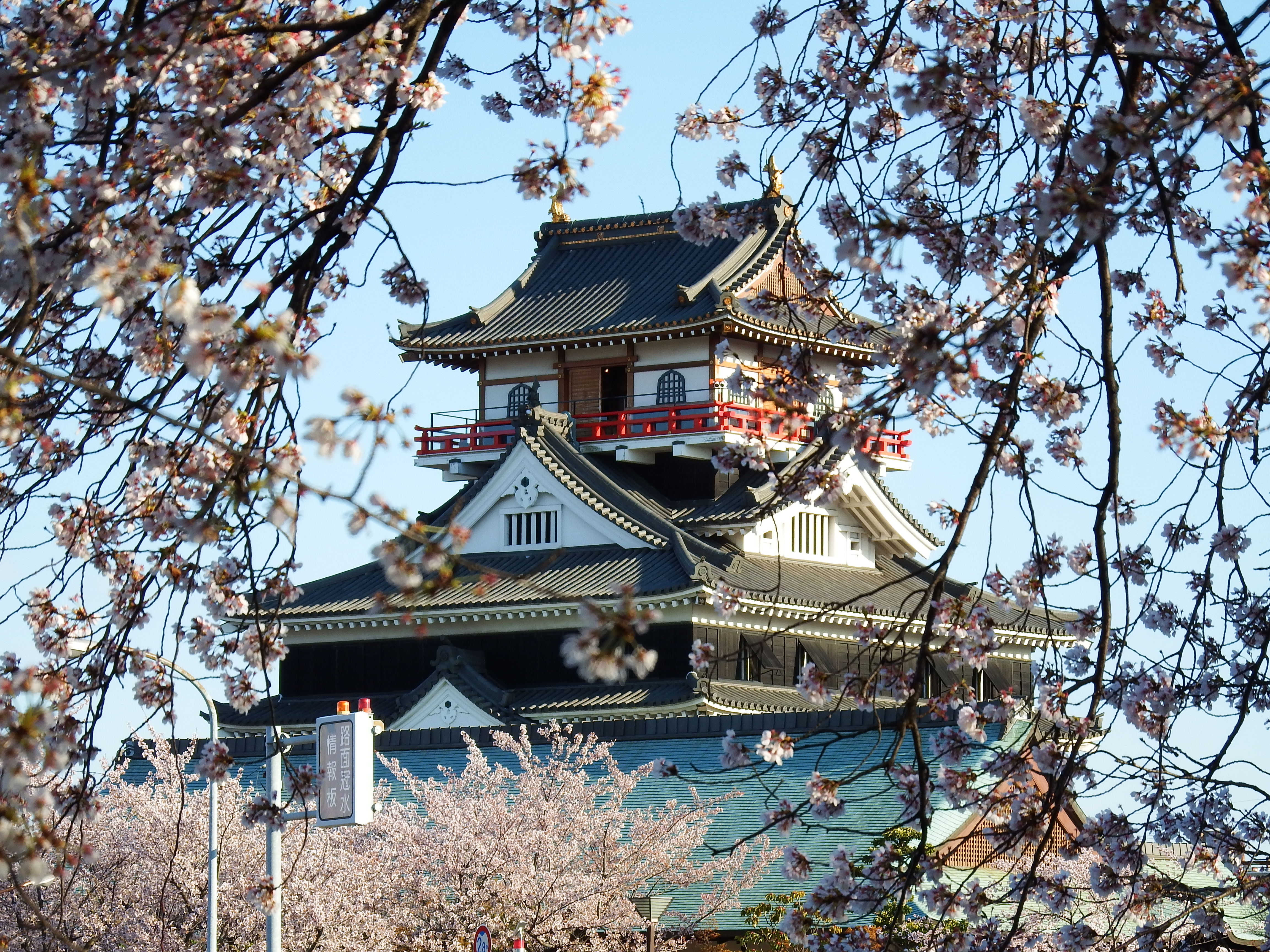
قلعه کیوسو

در سال ۱۵۵۶ سایتو دوسان پدرزن نوبوناگا در نبرد ناگارا-گاوا در مقابل پسرش سایتو یوشیتاتسو قرار گرفت و در این جنگ کشته شد. سایتو دوسان قبل از مرگ داماد خود نوبوناگا را وارث خود قرار داد. در این زمان اودا نوبوکاتا (معاون فرماندار) چهار بخش بالایی ولایت اُواری و ارباب قلعه ایواکورا با سایتو یوشیتاتسو (برادرزن نوبوناگا) و حکمران جدید ولایت مینو متحد شد و بدین ترتیب رابطهٔ وی با نوبوناگا به دشمنی گرائید. در سال ۱۴۵۸ نوبوناگا در نبرد اوکینو با وی درگیر شد و توانست وی را شکست دهد. سال بعد ۱۵۵۹ قلعه ایواکورا که متعلق به وی بود توسط نیروهای نوبوناگا چندین ماه تحت محاصره قرار گرفت که وی را مجبور به تسلیم کرد. نوبوناگا با شکست وی توانست تمام ولایت اُواری را تحت تسلط خود دربیاورد.